# Avenida Jackson (línea White Plains Road)
Avenida Jackson es una estación de la línea White Plains Road del Metro de Nueva York. Pertenece a la división A del Interborough Rapid Transit Company (IRT). Se encuentra localizada en Melrose, Bronx entre la Avenida Jackson y la Avenida Westchester. La estación es utilizada por los servicios  y 

## Enlaces externos

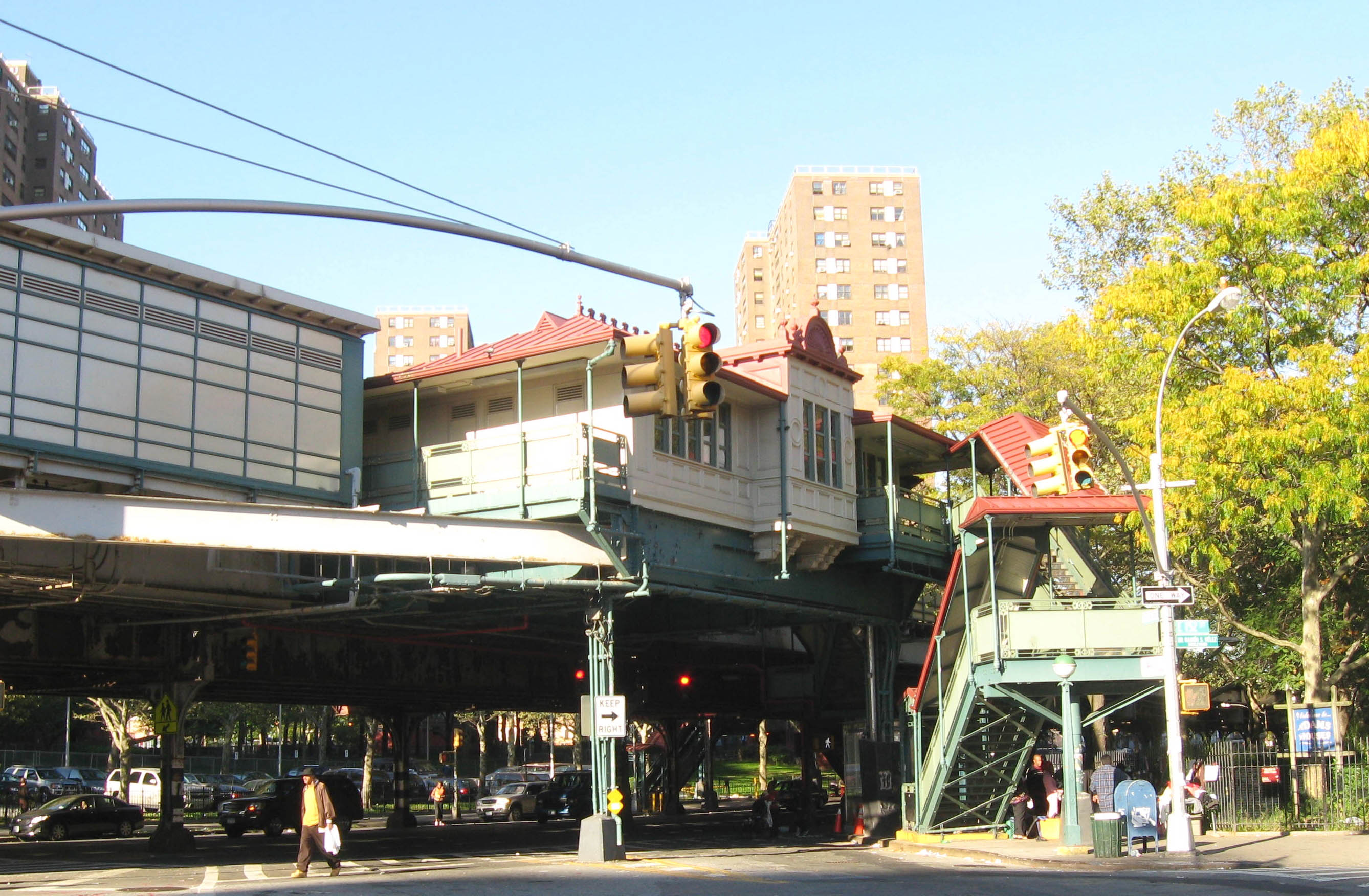
Escalera